# West Broadway
West Broadway (en inglés: Broadway occidental) es una calle de sentido norte a sur en el borough neoyorquino de Manhattan, separada en dos partes por el Tribeca Park. La sección norte empieza en Tribeca Park, cerca de la intersección de la Avenida de las Américas con Walker Street y Beach Street en el barrio de Tribeca. Avanza como una calle de un solo sentido, rumbo norte, pasando la calle Canal y se convierte en una calle de doble sentido en la intersección con la calle Grand una cuadra más al norte. West Broadway opera luego como una principal vía norte-sur a través del SoHo hasta su extremo norte en la calle Houston, en el límite entre el SoHo y Greenwich Village.  Al norte de la calle Houston, es llamada LaGuardia Place, que continúa su recorrido hasta Washington Square South.
La sección sur de West Broadway recorre con sentido sur desde Tribeca Park a través del barrio TriBeCa, terminando en Park Place.  Antes de los ataques del 11 de septiembre, West Broadway continuaba hacia el sur hasta el sitio del World Trade Center, terminando en Vesey Street. Antiguamente fue un barrio bajo llamado "Rotten Row".

## Historia
West Broadway fue antiguamente dos calles: hacia el sur desde la calle Canal se llamaba Chapel Street y, hacia el norte, Laurens Street.
A inicios de los años 1750, la Iglesia de la Trinidad planteó una grilla de calles en sus propiedades, conocida como King's Farm, entre el río Hudson y Broadway en el bajo Manhattan. Por esa misma época, la iglesia fundó el King's College, hoy la Universidad de Columbia, y donó un terreno rodeado por las calles Barclay, Murray, y Church para su campus, a dónde la escuela se mudaría en 1760. De acuerdo con un papa de 1755, "Chappel Street" fue parte de esta grilla, yendo desde Barkly (Barclay) hasta podo más allá de Warrens (Warren) Street y terminando en la palisada que protegía el límite norte de la ciudad. En los años 1760, la iglesia de la Trinidad cedió sus calles entre Fulton y Reade a la ciudad y los herederos de Anthony Rutgers, propietarios de los terrenos al norte de Reade Street, lotizaron su propiedad en calles y lotes. En los años 1790, Chapel Street fue adoquinada desde Murray hasta Reade y fue extendida hasta Leonard Street.
En 1831, el Consejo de Nueva York renombró las dos cuadras de Chapel Street entre las calles Barclay y Murray como "College Place". Una década después, Chapel Street fue renombrada como "West Broadway" con el mismo própósito que motivó el renombramiento de East Broadway, para reducir la congestión de tráfico en Broadway, pero ambos nombres siguieron siendo utilizados por más de veinte años. Un mapa de 1835 llama a Chapel Street como  "West Broadway" pero otro de 1850 aún lo llama "Chapel Street". Alrededor de 1850, las dos cuadras entre Murray y Chambers Street fueron renombrados para ser parte de College Place.

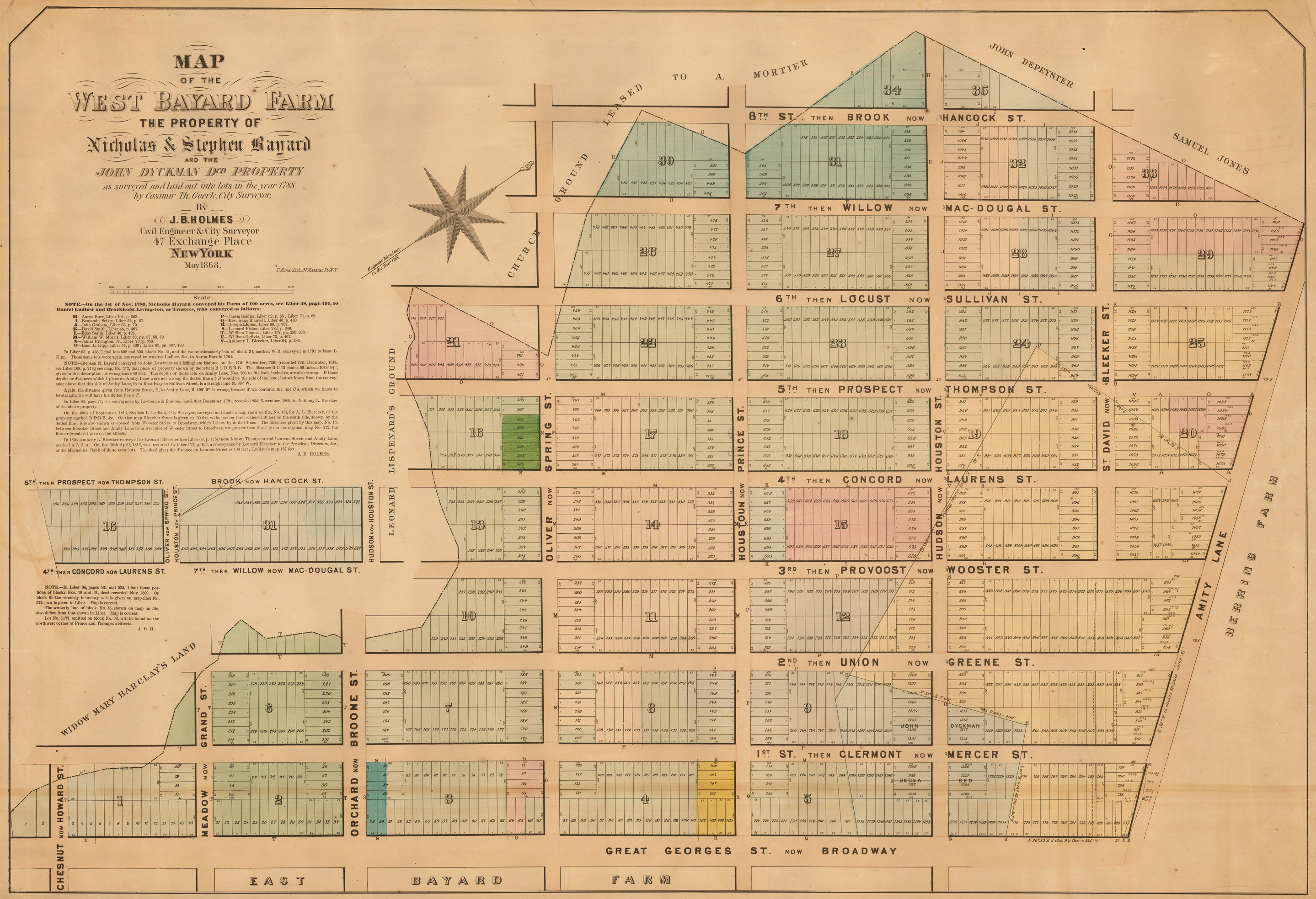
Origen de Laurens Street

Por su parte, Laurens Street perteneció a una diferente grilla. En 1788, la familia Bayard dividió su granja en manzanas y lotes para venta, trazó ocho calles paralelas a Broadway, numeradas de este a oeste más siete calles transversales. Unos pocos años después, las calles numeradas fueron nombradas y, para el cambio de siglo, fueron renombradas nuevamente en honor de oficiales de la guerra de revolución, incluyendo a Henry Laurens (ver este mapa). Para los años 1830, el vecindario fue una zona roja llamada "Rotten Row", y para los años 1860, fue atacado por la pobreza, suciedad y los crímenes violentos. Una propuesta de 1860 buscó ampliar Laurens Street y extenderlo una cuadra hacia el norte hasta Washington Square Park fue discutida entre 1869 y 1870. Además, se construyó una vía carrozable para conectar West Broadway a la Quinta Avenida, llevando el tráfico de carruajes a Washington Square Park, y Laurens Street fue oficialmente renombrada como South Fifth Avenue (Quinta Avenida Sur) en un intento de mejorar su imagen.
La propuesta de 1860 de ensanchar Laurens Street fue acompañada de una propuesta de ensanchar College Place y extenderlo hacia al sur hasta Greenwich Street. Finalmente se llevó a cabo en 1895, y Laurens Street y South Fifth Avenue fueron ambas hechas parte de West Broadway.

### LaGuardia Place
En 1967 la sección de la calle al norte de Houston Street fue renombrada como "LaGuardia Place", en honor del exalcalde Fiorello H. LaGuardia. Incluye LaGuardia Gardens, entre las calles 3 y Bleecker, que a su vez incluye una estatua de "La Pequeña Flor", como fue apodado LaGuardia. Esculpida por Neil Estern, con un pedestal diseñado por la arquitecta Ruth Shapiro, la estatua de bronce fue dedicada en 1994 y fue pagada y donada a la ciudad por los Amigos de LaGuardia Place. La escultura fue encargada como parte de un proyecto de embellecer y revitalizar esta sección de la calle, cuyos edificios han sido derruidos mucho antes por Robert Moses para ser parte del conector "Quinta Avenida Sur" para su nunca construida Autopista del Bajo Manhattan.

## Transporte

### Actual
La vía sur del bus M20 de la MTA Bus Company recorre West Broadway desde la intersección de cinco esquinas con Varick Street y Leonard Street hasta Chambers Street. Las estaciones Franklin Street y Chambers Street de la Línea de la Séptima Avenida-Broadway (trenes 1, 2 y 3) se ubican en West Broadway.

### Antiguo
La Línea Elevada de la Sexta Avenida, antiguamentamente llamado Metropolitan Elevated Railway, abrió el 5 de junio de 1878. Recorría College Place, West Broadway, y South Fifth Avenue desde Murray Street, por donde venía de Church Street, hacia Amity Street (Calle 3 Oeste), donde volteaba rumbo a la Sexta Avenida. La línea fue abandonada el 4 de diciembre de 1938 y destruida en 1939, siendo reemplazada por la subterránea línea de la Octava Avenida .